# خط طول 81° شرق
خط طول 81° شرق هو أحد خطوط الطول الجغرافية، والتي تمتد من القطب الشمالي الجغرافي إلى القطب الجنوبي الجغرافي، وحسب التحويل الزمني يتقدم خط طول 81° شرق عن خط غرينتش بـ5 ساعة و24 دقيقة.

## من القطب إلى القطب
ينطلق خط طول 81° شرق من القطب الشمالي نحو القطب الجنوبي مرورا بالمناطق التي ترد في الجدول التالي:
| الإحداثيات                         | البلد أو الإقليم أو البحر | ملاحظات |
| ---------------------------------- | ------------------------- | --- |
| 90°0′N 81°0′E / 90.000°N 81.000°E  | المحيط المتجمد الشمالي    | |
| 81°7′N 81°0′E / 81.117°N 81.000°E  | بحر كارا                  | |
| 73°34′N 81°0′E / 73.567°N 81.000°E | روسيا                     | كراسنويارسك كراي |
| 72°24′N 81°0′E / 72.400°N 81.000°E | Yenisei Gulf              | |
| 71°56′N 81°0′E / 71.933°N 81.000°E | روسيا                     | كراسنويارسك كراي أوكروغ يامالو-نينيتس الذاتية — من 69°12′N 81°0′E / 69.200°N 81.000°E أوكروغ خانتي-مانسي ذاتية الحكم — من 63°9′N 81°0′E / 63.150°N 81.000°E تومسك أوبلاست — من 60°46′N 81°0′E / 60.767°N 81.000°E نوفوسيبيرسك أوبلاست — من 56°31′N 81°0′E / 56.517°N 81.000°E كراي ألطاي — من 54°17′N 81°0′E / 54.283°N 81.000°E |
| 51°12′N 81°0′E / 51.200°N 81.000°E | كازاخستان                 | |
| 45°10′N 81°0′E / 45.167°N 81.000°E | جمهورية الصين الشعبية     | سنجان منطقة التبت ذاتية الحكم — من 35°19′N 81°0′E / 35.317°N 81.000°E |
| 30°16′N 81°0′E / 30.267°N 81.000°E | الهند                     | أوتاراخند — لحوالي 7 km |
| 30°12′N 81°0′E / 30.200°N 81.000°E | نيبال                     | |
| 28°27′N 81°0′E / 28.450°N 81.000°E | الهند                     | أتر برديش ماديا براديش — من 24°56′N 81°0′E / 24.933°N 81.000°E تشاتيسغار — من 22°7′N 81°0′E / 22.117°N 81.000°E تيلانغانا — من 17°53′N 81°0′E / 17.883°N 81.000°E أندرا برديش — من 17°11′N 81°0′E / 17.183°N 81.000°E |
| 15°44′N 81°0′E / 15.733°N 81.000°E | المحيط الهندي             | خليج البنغال |
| 8°56′N 81°0′E / 8.933°N 81.000°E   | سريلانكا                  | |
| 6°6′N 81°0′E / 6.100°N 81.000°E    | المحيط الهندي             | |
| 60°0′S 81°0′E / 60.000°S 81.000°E  | المحيط الجنوبي            | |
| 67°52′S 81°0′E / 67.867°S 81.000°E | القارة القطبية الجنوبية   | الإقليم الأسترالي في القارة القطبية الجنوبية, المطالب الإقليمية بالقارة القطبية الجنوبية by أستراليا |